# Cauverville-en-Roumois
Cauverville-en-Roumois – miejscowość i gmina we Francji, w regionie Normandia, w departamencie Eure.
Według danych na rok 1990 gminę zamieszkiwały 132 osoby, a gęstość zaludnienia wynosiła 41 osób/km² (wśród 1421 gmin Górnej Normandii Cauverville-en-Roumois plasuje się na 766. miejscu pod względem liczby ludności, natomiast pod względem powierzchni na miejscu 826.).